# Racine numérique d'un entier naturel
Le racine numérique (digital root) d’un entier naturel (ou résidu)  est le nombre obtenu en additionnant tous les chiffres du nombre initial (pour la notation usuelle en base 10), puis en additionnant les chiffres du résultat, et ainsi de suite jusqu’à l’obtention d’un nombre à un seul chiffre.
Par exemple, dans le cas du nombre 65 536, le résultat est 7 car 6 + 5 + 5 + 3 + 6 = 25, puis 2 + 5 = 7.
Elle est utilisée, sous le nom de réduction théosophique, dans des contextes non scientifiques comme l'occultisme ou la numérologie.
La racine numérique fournit un moyen pour calculer le reste de la division d'un nombre par 9, donc un critère de divisibilité par 9 ou par 3, et peut servir de « somme de contrôle » pour les opérations compatibles avec la relation de congruence modulo 9, dans le cas de la preuve par neuf.

## Propriétés

### Existence
Pour tout entier naturel {\displaystyle n}, la somme de ses chiffres {\displaystyle F(n)} est toujours plus petite que  {\displaystyle n}. Elle est même strictement plus petite si ce nombre a plus d'un chiffre.
Cette propriété assure qu'en réitérant l'opération, tant que le résultat a plus d'un chiffre, on crée une suite strictement décroissante. qui ne peut aboutir qu'à un nombre à un chiffre.

### Persistance additive
La  persistance additive  d'un nombre {\displaystyle n} est le nombre de fois où l'on doit sommer les chiffres pour atteindre sa racine numérique.
Par exemple la persistance additive de 65 535 en base 10 est de 2, puisque l'on passe par deux étapes (24 et 6) pour atteindre sa racine numérique.
Cette persistance additive est très faible comparée à la taille du nombre. Elle est inférieure ou égale à 2 pour les entiers jusqu'à 198, et inférieure ou égale à 3 pour les entiers jusqu'à {\displaystyle 2.10^{22}-2} (suite A006050 de l'OEIS).

### Congruence modulo 9
Le nombre 10 et ses puissances successives (100, 1000, etc.) étant congrus à 1 modulo 9, un nombre écrit en base 10 est congru à la somme de ses chiffres (propriétés algébriques des congruences). Ainsi, dans le cas d'un nombre à trois chiffres qui s'écrit abc, comme 10 ≡ 1 (mod 9) et 102 ≡ 12 ≡ 1(mod 9)
{\displaystyle {\overline {abc}}^{10}=10^{2}a+10b+c\equiv a+b+c{\pmod {9}}.}
Le procédé itératif se termine sur un nombre à un seul chiffre, non nul dès que l'entier initial est non nul. Celui-ci caractérise la classe de congruence puisqu'il y a exactement 9 chiffres différents de 0 et 9 classes de congruences. On en déduit le reste de la division par 9 du nombre initial, appelé aussi résidu modulo 9 de ce nombre.
- si la somme des chiffres itérée de n est 9, le reste de la division de n par 9 est 0 ;
- sinon, la somme des chiffres itérée de n égale le reste de la division de n par 9.

### Quelques exemples
Toujours en utilisant la caractérisation des classes de congruence modulo 9 par la somme des chiffres itérée, on obtient par exemple que 
- la somme des chiffres itérée d'un carré parfait est 1, 4, 7, ou 9 ;
- la somme des chiffres itérée d'un multiple de 3 est 3, 6, ou 9 ;
- la somme des chiffres itérée d'un nombre qui n'est pas multiple de 3, comme par exemple un nombre premier différent de 3, est donc  1, 2, 4, 5, 7, ou 8 ;
- la somme des chiffres itérée d’une puissance de 2 est 1, 2, 4, 5, 7, ou 8 ;
- la somme des chiffres itérée d’un nombre parfait pair (excepté 6) est 1 ;
- la somme des chiffres itérée d'un nombre étoilé est 1 ou 4.

## Utilisations

### Critères de divisibilité
Puisque la racine numérique d'un entier a même reste dans la division par 9 que le nombre de départ, elle offre un critère de divisibilité par 3 ou par 9 rapide :
- un entier non nul est divisible par 3 si et seulement si sa racine numérique est 3, 6, ou 9;
- un entier non nul est divisible par 9 si et seulement si sa racine numérique est 9;

### Preuve par 9
Des propriétés de compatibilité des congruences sur les entiers avec l'addition et la multiplication, on déduit
- la somme des chiffres itérée de la somme de deux entiers est la somme des sommes des chiffres itérées de chacun de ses termes ;
- la somme des chiffres itérée du produit de deux entiers est le produit des sommes des chiffres itérées de chacun de ses termes ;

et donc un procédé qui permet de contrôler le résultat de ces opérations sur les entiers (il permet de repérer certaines erreurs mais pas de garantir que le résultat est correct).
Par exemple : 1 234 + 5 678 = 6 912 et 1 234 × 5 678 = 7 006 652.
La somme des chiffres itérée de 1 234 est 1. Celle des chiffres de 5 678 est 8.
La somme des chiffres itérée de 6 912 est bien 9 = 1 + 8.
La somme des chiffres itérée de 7 006 652 est bien 8 = 1 × 8.

### Code détecteur d'erreur
Les numéros figurant sur les billets de banque utilisent un code de détection d'erreur fondé sur la racine numérique (ou la congruence modulo 9)
- pour les billets dont l'émission est antérieure  à 2013, le numéro est composé d'une  lettre et de 11 chiffres. En remplaçant la lettre par son rang dans l'alphabet, on obtient un nombre à 12 ou 13 chiffres dont la racine numérique est 8
- pour les billets émis après 2013, le numéro est constitué de 2 lettres et 10 chiffres. En remplaçant les lettres par leur rang dans l'alphabet et en recherchant sa racine numérique, on doit obtenir 7

### Tours de magie mathématiques
Les congruences offrent des outils intéressants dans les tours de magie mathématiques. La racine numérique par sa simplicité de calcul donne un place privilégiée à la congruence modulo 9 et est donc l'outil principal de tours de magie dont l'objet est de deviner un objet parmi 9.
Martin Gardner signale un tour de carte fondé sur les racines numériques. Ce jeu consiste à prélever dans un jeu de 52 cartes une série de neuf cartes 1, 2, ..., 9 rangées dans cet ordre, le 1 placé sur le haut du paquet face cachée. Le prestidigitateur coupe le paquet de telle sorte que le 7 passe en haut du paquet.
Un spectateur déplace alors autant de cartes qu'il le souhaite du haut du petit paquet vers le haut du gros paquet restant. Le gros paquet est alors mélangé, coupé en deux parties de taille aléatoire. Le spectateur compte le nombre de cartes de chacune de ces deux parties et en donne la racine numérique. La racine numérique de la somme est alors la valeur de la carte restant sur le haut du petit paquet laissé de côté.
Un autre tour utilise les propriétés de symétries des racines numériques d'une suite de Fibonacci. Un spectateur choisit deux entiers entre 1 et 9 et construit la suite de Fibonacci commençant par ces deux entiers en s'arrêtant au 14e terme. Le magicien se fait fort de déterminer le 1er terme si on lui donne seulement le 13e terme ou le second terme si on lui donne seulement le 14e terme. Il lui suffit de prendre la racine numérique du terme qu'on lui donne. Le terme choisi par le spectateur est le complément à 9 (ou à 18) de la racine obtenue

### Numérologie
En numérologie, le calcul de la racine numérique d'un nombre s'appelle la réduction théosophique (de théos= dieu  et sophia=sagesse faisant référence à la sagesse du divin). Souvent attribuée à Pythagore pour lequel « tout est arrangé par le nombre », cette technique consiste à attribuer aux nombres de 1 à 9 des vertus particulières puis à réduire les autres nombres à leur racine numérique pour leur attribuer des propriétés analogues.
Cette pratique s'applique également aux mots en remplaçant chaque lettre par la racine numérique de son rang dans l'alphabet. On peut alors travailler sur le mot comme sur un nombre et lui attribuer des qualités particulières.
Le prénom ALICE par exemple est codé en 13935 et réduit à sa racine numérique 3.
On peut ainsi définir à partir du prénom d'une personne son nombre actif, à partir de son nom, son nombre héréditaire et à partir de sa date de naissance son chemin de vie . Selon les numérologues, on en déduirait  alors des éléments de sa personnalité et de sa destinée.

### Carré védique et arabesques
Un carré védique est un tableau de 9 × 9 chiffres obtenu à partir de la table de multiplication des nombres de 1 à 9 en remplaçant le résultat de chaque multiplication par sa racine numérique. Les cases remplies d'un même nombre sont réparties en formant des figures symétriques suivant la diagonale.
| {\displaystyle \circ } | 1 | 2 | 3 | 4 | 5 | 6 | 7 | 8 | 9 |
| ---------------------- | - | - | - | - | - | - | - | - | - |
| 1                      | 1 | 2 | 3 | 4 | 5 | 6 | 7 | 8 | 9 |
| 2                      | 2 | 4 | 6 | 8 | 1 | 3 | 5 | 7 | 9 |
| 3                      | 3 | 6 | 9 | 3 | 6 | 9 | 3 | 6 | 9 |
| 4                      | 4 | 8 | 3 | 7 | 2 | 6 | 1 | 5 | 9 |
| 5                      | 5 | 1 | 6 | 2 | 7 | 3 | 8 | 4 | 9 |
| 6                      | 6 | 3 | 9 | 6 | 3 | 9 | 6 | 3 | 9 |
| 7                      | 7 | 5 | 3 | 1 | 8 | 6 | 4 | 2 | 9 |
| 8                      | 8 | 7 | 6 | 5 | 4 | 3 | 2 | 1 | 9 |
| 9                      | 9 | 9 | 9 | 9 | 9 | 9 | 9 | 9 | 9 |

Les nombres d'une même rangée permettent de définir un algorithme de construction de figures cycliques ressemblant à des arabesques. On peut définir d'autres algorithmes de constructions de figures s'appuyant sur la racine numérique d'une suite de Fibonacci.
Ces figures seraient utilisées en décoration dans la civilisation arabe.

## Généralisation à une base quelconque
La notion peut se généraliser à une base quelconque.
Soit {\displaystyle n} un entier naturel. Pour une base {\displaystyle b>1} donnée on définit la somme des chiffres de {\displaystyle n} en base {\displaystyle b}, notée {\displaystyle F_{b}(n):\mathbb {N} \rightarrow \mathbb {N} } par 
{\displaystyle F_{b}(n)=\sum _{i=0}^{k-1}d_{i}}
où {\displaystyle k=\lfloor \log _{b}{n}\rfloor +1} est le nombre de chiffres de {\displaystyle n} base {\displaystyle b}, et
{\displaystyle d_{i}={\frac {n{\bmod {b^{i+1}}}-n{\bmod {b}}^{i}}{b^{i}}}}
est la valeur du ième chiffre. {\displaystyle n} est un résidu si c'est un point fixe de {\displaystyle F_{b}}, c'est-à-dire si {\displaystyle F_{b}(n)=n}.
En base {\displaystyle b} les seuls résidus possibles sont les nombres de 0 à {\displaystyle b-1}. En effet si {\displaystyle n\geq b} on a nécessairement {\displaystyle F_{b}(n)<n} car {\displaystyle k>1} et donc
{\displaystyle \sum _{i=0}^{k-1}d_{i}<\sum _{i=0}^{k-1}d_{i}b^{i}}.
En revanche, si {\displaystyle n<b}  on a {\displaystyle F_{b}(n)=n}.
Les seuls résidus possibles sont donc compris entre 0 et {\displaystyle b-1} ; de plus, il n'y a pas de cycle en dehors des points fixes, ce qui garantit que l'application répétée de la fonction {\displaystyle F_{b}} aboutit nécessairement au résidu en un nombre fini d'étapes.